# Benice (Praha)
Benice (německy Benitz) jsou městská čtvrť a katastrální území na okraji Prahy, které vytváří městskou část Praha-Benice. Je zde evidováno 11 ulic a 192 adres. Žije zde zhruba 600 obyvatel.
Na území Benic je v ulici K Lipanům nejmenší hřbitov v Praze. Na hřbitově jsou chráněné lípy.

## Název
Byly tehdy nazývány Zbynice (tedy ves Zbyňových lidí), což byla domácí podoba jména Zbyslav. 

## Historie
První písemná zmínka o Benicích pochází z roku 1356. V letech 1850–1974 byla samostatnou obcí a od 1. července 1974 jsou součástí hlavního města Prahy.

## Obecní správa
V letech 1850–1879 k obci patřily Nupaky.

## Kulturní památky
- zvonička

Další stavby:
- tvrz – v místech zbořeného hospodářského dvora
- Formanská hospoda – zaniklá, při staré císařské cestě
- Benický mlýn – u koupaliště

## Galerie

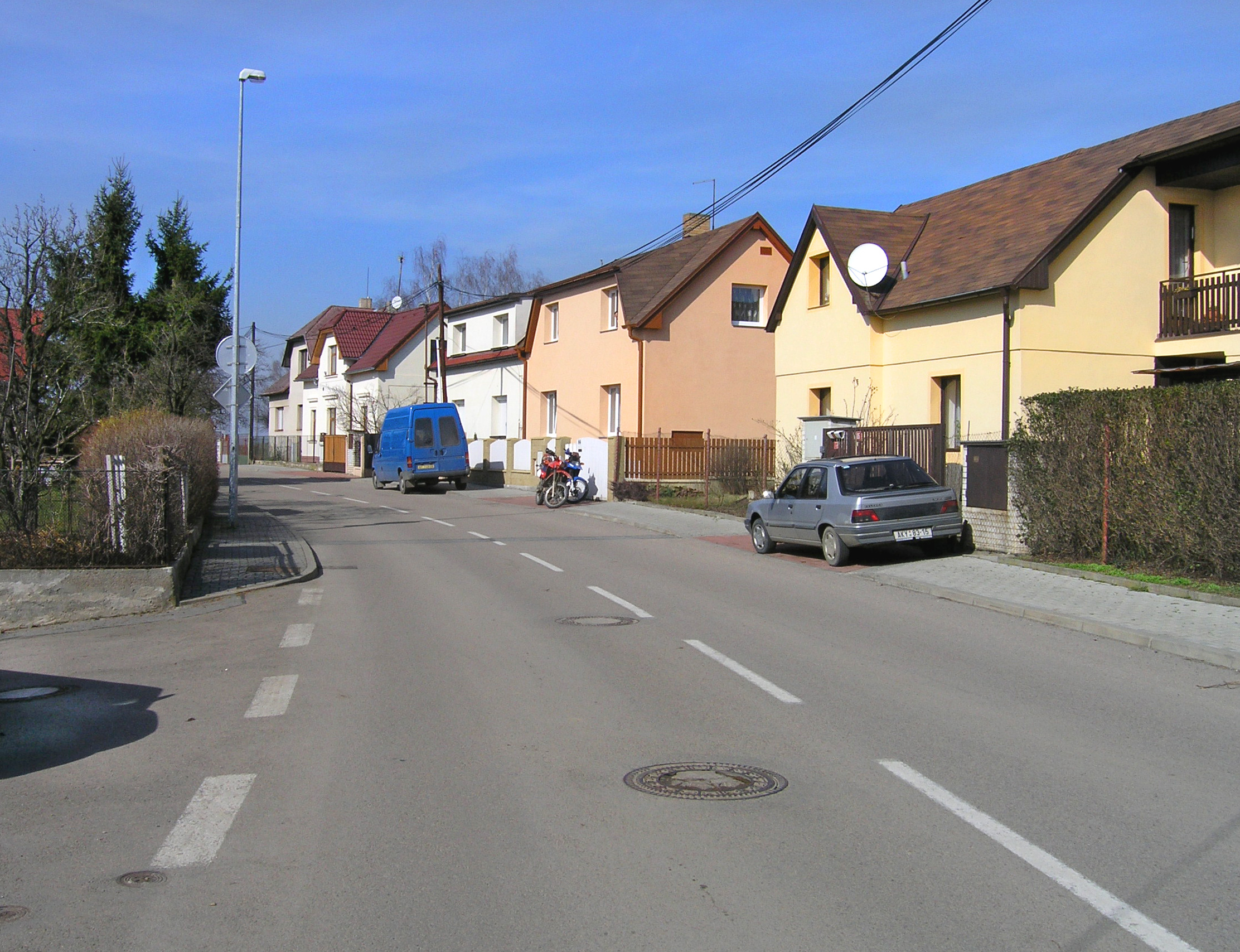
Ulice K Lipanům v horní části Benic
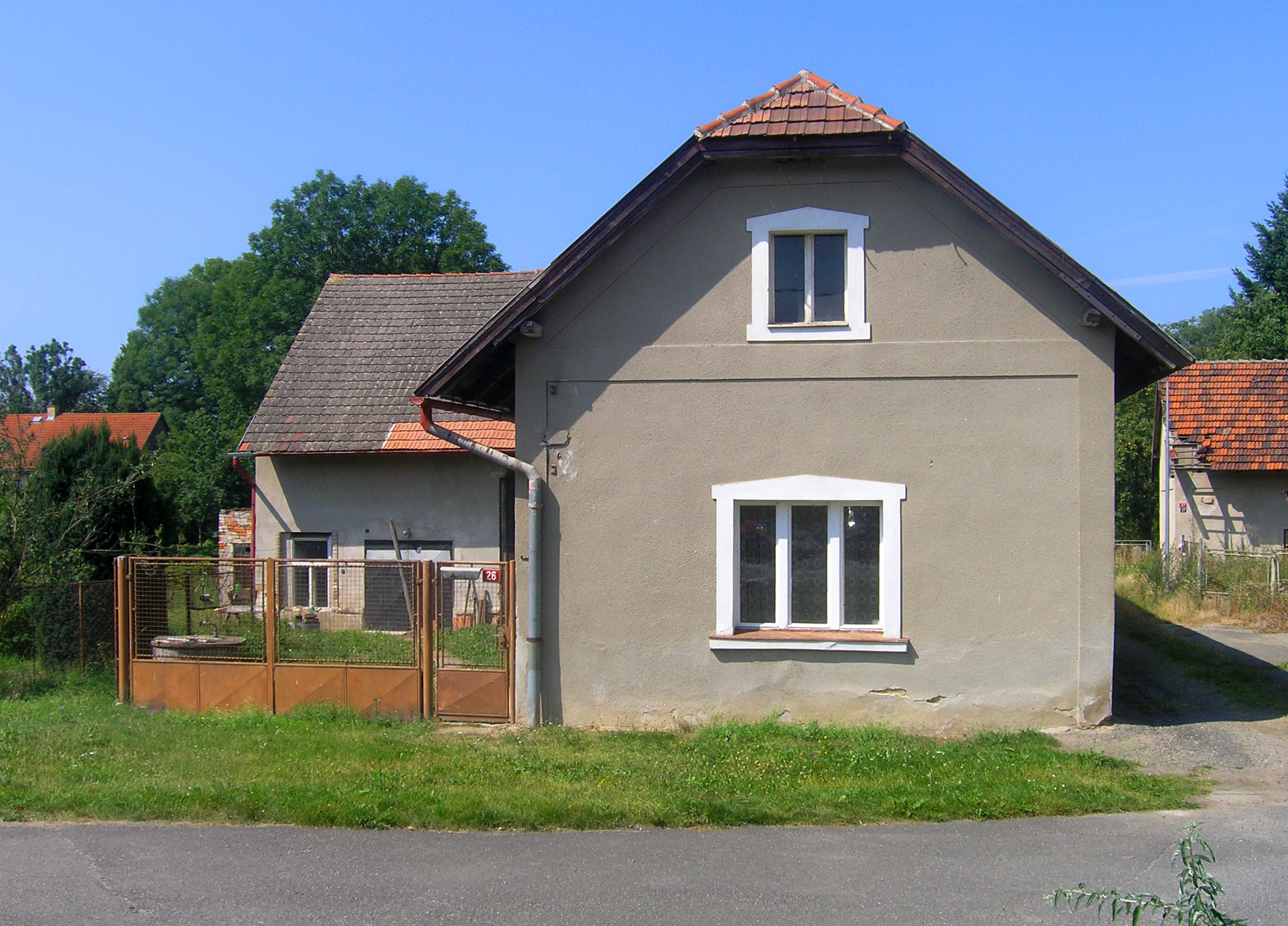
Domek na náměstí